# کردخیل (ساری)
کردخیل، روستایی از توابع بخش مرکزی شهرستان ساری در استان مازندران ایران است.

## جمعیت
این روستا در دهستان اسفیورد شوراب قرار داشته و براساس سرشماری مرکز آمار ایران که در سال ۱۳۸۵ صورت گرفته، جمعیت آن ۱۰۵۵نفر (۲۷۷خانوار) بوده‌است. در سال ۱۳۹۵ جمعیت برابر با ۱۲۵۰ نفر(۲۵۰ خانوار) بوده‌است.